# Klint Kubiak
Klint Alexander Kubiak (Houston, 17 febbraio 1987) è un allenatore di football americano statunitense che svolge il ruolo di coordinatore offensivo dei Seattle Seahawks della National Football League (NFL).

## Carriera

### Texas A&M
Kubiak iniziò la carriera di allenatore a Texas A&M come controllore delle qualità dell’attacco nel 2010 e nel 2011 mentre fu uno stagista nel 2012. Durante i suoi tre anni con gli Aggies ottenne un master in sviluppo delle risorse umane.

### Minnesota Vikings
Nel 2013 Kubiak fu assunto dai Minnesota Vikings al controllo della qualità dell’attacco e assistente allenatore dei wide receiver sotto la direzione dei coordinatori offensivi Bill Musgrave (2013) e Norv Turner (2014).

### Kansas
Nel 2015 Kubiak divenne allenatore dei wide receiver dei Kansas Jayhawks.

### Denver Broncos
Il 22 febbraio 2016 Kubiak fu assunto dai Denver Broncos come assistente dell’attacco mentre il padre, Gary Kubiak, allenava la squadra. Nel 2017 passò ad allenare quarterback negli ultimi sei turni dopo che Bill Musgrave fu promosso a coordinatore offensivo.

### Ritorno ai Minnesota Vikings
Il 14 gennaio 2019 Kubiak fu assunto dai Minnesota Vikings come loro allenatore dei quarterback sotto la direzione del coordinatore offensivo Kevin Stefanski e del capo-allenatore Mike Zimmer.
L'8 febbraio 2021 Kubiak fu promosso a coordinator offensivo, sostituendo il padre dopo il suo ritiro.

### Ritorno ai Denver Broncos
Il 2 febbraio 2022 Kubiak fece ritorno ai Denver Broncos come coordinatore del gioco sui passaggi e allenatore dei quarterback sotto la direzione del coordinator offensivo Justin Outten e del capo-allenatore Nathaniel Hackett. Dopo che l’attacco faticò all’inizio della stagione 2022, Hackett lasciò a Kubiak l’onere di chiamare le giocate offensive durante le partite il 20 novembre.

### San Francisco 49ers
Il 23 marzo 2023 Kubiak fu assunto dai San Francisco 49ers come coordinator del gioco sui passaggi.

### New Orleans Saints
Il 14 febbraio 2024 i New Orleans Saints assunsero Kubiak come nuovo coordinatore offensivo, sostituendo il veterano Pete Carmichael Jr.

### Seattle Seahawks
Il 26 gennaio 2025 Kubiak passò ai Seattle Seahawks come coordinatore offensivo.

## Vita privata
Klint è il figlio maggiore dell’ex allenatore della NFL Gary Kubiak. Ha due fratelli minori, Klay, coordinatore offensivo dei San Francisco 49ers, e Klein, osservatore dei Dallas Cowboys.